# RVC Hoboken
Racing Voetbal Club Hoboken, kortweg RVC Hoboken, is een bij de KBVB aangesloten voetbalclub met stamnummer 9466. 

## Geschiedenis
De club werd opgericht in 2005 na het faillissement van KSK Hoboken. RVC Hoboken speelt in stadion "Visputten", dat plaats biedt aan 4500 toeschouwers en een zittribune voor 500 personen heeft. De club won de titel in de derde provinciale Antwerpen in het seizoen 2013-2014. In het seizoen 2015-2016 kon de degradatie niet vermeden worden en zakte de club weer terug naar de 3de provinciale. In 2019 werden ze kampioen in 2de provinciale waardoor ze het seizoen erop in eerste provinciale uitkwamen maar moesten na een seizoen terug degraderen.
De volgende drie seizoenen speelde Hoboken in de Tweede Provinciale en in 2022/23 wist de club opnieuw te promoveren naar Eerste provinciale.

## Palmares
| seizoen   | afdeling                   |
| --------- | -------------------------- |
| 2013-2014 | Kampioen 3de provinciale B |
| 2015-2016 | Kampioen 3de provinciale A |
| 2018-2019 | Kampioen 2de provinciale A |

## Resultaten
| Seizoen | Klasse | Klasse | Klasse | Klasse | Klasse | Klasse | Klasse | Klasse | Klasse | Reeks                | Punten | Opmerkingen |
|         | I      | I      | II     | III    | IV     | P.I    | P.II   | P.III  | P.IV   |                      |        | |
| ------- | ------ | ------ | ------ | ------ | ------ | ------ | ------ | ------ | ------ | -------------------- | ------ | --- |
| 2005/06 |        |        |        |        |        |        |        |        | 11     | Vierde prov. Antw. A | 19     | KSK Hoboken ging halverwege 2004/05 failliet en men vormde een nieuwe club: RVC Hoboken. Deze ging van start in Vierde Provinciale |
| 2006/07 |        |        |        |        |        |        |        |        | 8      | Vierde prov. Antw. A | 46     | |
| 2007/08 |        |        |        |        |        |        |        |        | 2      | Vierde prov. Antw. A | 56     | Promotie |
| 2008/09 |        |        |        |        |        |        |        | 14     |        | Derde prov. Antw B   | 22     | Degradatie |
| 2009/10 |        |        |        |        |        |        |        |        | 2      | Vierde prov. Antw. A | 65     | Promotie |
| 2010/11 |        |        |        |        |        |        |        | 2      |        | Derde prov. Antw. A  | 68     | |
| 2011/12 |        |        |        |        |        |        |        | 4      |        | Derde prov. Antw. B  | 58     | |
| 2012/13 |        |        |        |        |        |        |        | 9      |        | Derde prov. Antw. B  | 41     | |
| 2013/14 |        |        |        |        |        |        |        | 1      |        | Derde prov. Antw. B  | 61     | Promotie |
| 2014/15 |        |        |        |        |        |        | 9      |        |        | Tweede prov. Antw. A | 40     | |
| 2015/16 |        |        |        |        |        |        | 15     |        |        | Tweede prov. Antw. A | 25     | Degradatie |
|         | 1A     | 1B     | 1Am    | 2Am    | 3Am    | P.I    | P.II   | P.III  | P.IV   |                      |        | Vanaf 2016-17 zijn er 3 nationale en 2 regionale niveaus                                                                           |
| 2016/17 |        |        |        |        |        |        |        | 1      |        | Derde prov. Antw. A  | 57     | Promotie |
| 2017/18 |        |        |        |        |        |        | 2      |        |        | Tweede prov. Antw. A | 63     | |
| 2018/19 |        |        |        |        |        |        | 1      |        |        | Tweede prov. Antw. A | 72     | Promotie |
| 2019/20 |        |        |        |        |        | 15     |        |        |        | Eerste prov. Antw.   | 20     | Degradatie |
| 2020/21 |        |        |        |        |        |        | 9      |        |        | Tweede prov. Antw. A | 7      | Niet afgewerkt seizoen door coronacrisis                                                                                           |
| 2021/22 |        |        |        |        |        |        | 12     |        |        | Tweede prov. Antw. A | 38     | |
| 2022/23 |        |        |        |        |        |        | 2      |        |        | Tweede prov. Antw. A | 65     | Promotie |
| 2023/24 |        |        |        |        |        | 7      |        |        |        | Eerste prov. Antw.   | 50     | |

## Bekende (oud-)spelers
- Salou Ibrahim